# Xã Lincoln, Quận Hendricks, Indiana
Xã Lincoln (tiếng Anh: Lincoln Township) là một xã thuộc quận Hendricks, tiểu bang Indiana, Hoa Kỳ. Năm 2010, dân số của xã này là 28.665 người.